# Chateaubelair
Chateaubelair, miasto w Saint Vincent i Grenadynach; na wyspie Saint Vincent. Miasto jest stolicą parafii Saint David i jest czwartym co do wielkości miastem kraju.